# Mount Rio Branco
Mount Rio Branco är ett berg i Antarktis. Det ligger i Västantarktis. Argentina, Chile och Storbritannien gör anspråk på området. Toppen på Mount Rio Branco är 975 meter över havet.
Terrängen runt Mount Rio Branco är kuperad österut, men västerut är den platt. Havet är nära Mount Rio Branco västerut. Trakten är obefolkad. Det finns inga samhällen i närheten.